# Ținutul Habarovsk
Kraina Habarovsk este un teritoriu din Orientul îndepărtat al Rusiei, cu statut de subiect federal. Capitala krainei este orașul Habarovsk.

## Geografie
O mare parte a regiunii se află în bazinul fluviului  Amur. Regiunea cuprinde o zonă muntoasă de-a lungul țărmului Mării Ohoțk.
Regiunea Habarovsk se învecinează cu regiunea Magadan la nord, Iacuția și regiunea Amur la vest, China și regiunea Primorie la sud și Marea Ohotsk la est.

## Demografie
Conform recensămîntului din 2002, 89,8% din populație sînt ruși, 3,4% ucraineni, 0,77% nanai (popor băștinaș), 0,76% tătari, 0,66% coreeni și 0,62% bieloruși.
1. ↑  Constituția Federației Ruse, accesat în 23 octombrie 2016